# Gus Greenbaum
Gus Greenbaum, född 26 februari 1893 och död 3 december 1958, var en ökänd amerikansk bookmaker och hotellchef med maffiaanknytning. Greenbaum tillhörde den brottsliga organisation som leddes av Meyer Lansky. Han tog över Bugsy Siegels nyöppnade hotell "Flamingo" på order av Lansky efter mordet på Siegel 1947. 
Greenbaum var framgångsrik och såg till att de kasinon och hotell han hade hand om gick med vinst. Han hade en tuff ledarstil och tvekade inte att utfärda dödsdomar mot två rånare från Kansas City som kommit över 3500 US Dollar vid ett väpnat rån. Tjuvarna Tony Broncato och Tony Tombino mördades i Los Angeles av Greenbaums lejde mördare Jimmy Fratianno.
Greenbaum tappade med åren kontrollen. Han var en notorisk spelare och kvinnokarl. Dessutom missbrukade han alkohol och andra droger. I december 1958 mördades Greenbaum och hans fru i sitt hem i Phoenix.